# Funzionario
Un funzionario è una persona che, essendo titolare di un ufficio nell'ambito di un ente, esercita una funzione ed è, quindi, investita di poteri che deve esercitare non nel suo personale interesse, ma nell'interesse dell'ente cui appartiene. 
Il funzionario esercita la propria funzione tra i dirigenti e il personale esecutivo. Può talvolta sostituire i dirigenti nello svolgimento di alcuni compiti. Possono esserci funzionari all'interno di enti privati, enti pubblici (funzionari pubblici) e organizzazioni internazionali (funzionari internazionali), anche se spesso il termine funzionario, senza ulteriori specificazioni, viene utilizzato per designare i funzionari pubblici.
Spesso il termine funzionario viene usato, in modo restrittivo, per indicare solamente i titolari di organi burocratici, in contrapposizione quindi a politico; la contrapposizione non riguarda solo la diversa configurazione del rapporto di servizio ma anche il diverso ruolo: infatti, dal funzionario (burocratico), a differenza del politico, ci si attende un comportamento imparziale, mosso solamente da considerazioni tecniche e giuridiche, volto a conseguire i fini indicati dal politico. 
D'altra parte è evidente che tale contrapposizione finisce per sfumare notevolmente laddove la nomina e gli avanzamenti di carriera del funzionario burocratico sono decisi in base a criteri di appartenenza politica, secondo la logica dello spoil system, e non in base a criteri meritocratici.

## Funzionari internazionali
I funzionari internazionali operano nelle organizzazioni intergovernative (Nazioni Unite e sue agenzie, Unione europea, NATO, etc.) e il loro rapporto di servizio è regolato da fonti di diritto internazionale o interne all'ordinamento dell'organizzazione.
Ai funzionari internazionali è riconosciuta una serie di garanzie e immunità analoghe a quelle dei diplomatici, sebbene di solito meno estese (ma i più alti funzionari, ad esempio il segretario generale, hanno normalmente le stesse immunità e garanzie dei diplomatici); tali immunità sono disciplinate da un accordo tra l'organizzazione di appartenenza e lo Stato che ne ospita la sede (il cosiddetto accordo di sede). Ai funzionari internazionali è richiesto di svolgere le loro funzioni nell'esclusivo interesse dell'organizzazione per la quale prestano servizio e non nell'interesse o, addirittura, secondo le istruzioni dello Stato di provenienza o di altri Stati.

## In sociologia politica
La struttura burocratica della produzione moderna di beni e servizi si vale di questa figura di lavoratore, in quanto dotato di professionalità specifica e di competenze per agire entro un certo livello di discrezionalità; laddove eserciti determinate potestà, si tratta di poteri-doveri perché operano all'interno degli indirizzi che gli pervengono dal datore di lavoro o dal vertice dell'amministrazione di appartenenza.

### Funzionari pubblici emanager
Il funzionario pubblico che dirige un'unità organizzativa svolge anche funzioni manageriali, dovendo impiegare le risorse che gli sono state affidate e, in primo luogo, le risorse umane, per conseguire degli obiettivi. In realtà i funzionari burocratici sono tradizionalmente piuttosto restii, almeno in certi paesi, a vedersi nelle vesti di manager, preferendo sottolineare il loro ruolo di esecutori della legge e di garanti della legalità dell'azione amministrativa.
Alcune recenti concezioni, che vanno sotto il nome di new public management, tendono al superamento di quest'idea, evidenziando come la legalità, più che un obiettivo, debba essere intesa come un vincolo dell'attività amministrativa, al quale i funzionari si debbono attenere nel perseguimento degli obiettivi loro affidati. In quest'ottica, il lavoro del funzionario deve essere valutato non solo sotto l'aspetto della legalità ma anche sotto quelli dell'efficienza e dell'efficacia, non diversamente dai manager delle organizzazioni private, aprendo così la strada all'introduzione, anche nelle organizzazioni pubbliche, di sistemi di pianificazione e controllo di gestione. A questa filosofia s'ispirano anche riforme, come quella attuata in Italia negli anni '90 del XX secolo, volte ad enucleare una specifica categoria di dirigenti pubblici, dotandoli di maggiore autonomia decisionale ma sottoponendoli, nel contempo, ad una più incisiva responsabilità riferita anche e soprattutto ai risultati dell'attività svolta.

### Rapporto della funzione pubblica con la politica
Max Weber ha elaborato la visione del funzionario come espressione del potere razionale-legale: eppure anche lui "riconosce che il potere reale di uno stato moderno non sta nelle mani del sovrano, né in quelle dei parlamentari o nei loro discorsi, ma finisce per essere nelle mani di chi tiene le leve dell’amministrazione".
Per converso, vi è invece chi sostiene che proprio la selezione della classe dirigente si vale della professionalità del funzionario pubblico, secondo "una nobile tradizione, quella che gli storici chiamano dell’osmosi: funzionari che divengono politici, quali Antonio Di Rudinì, Cesare Correnti, Michele Pironti, Carlo Schanzer e lo stesso Giovanni Giolitti, Meuccio Ruini (...) l’epoca d’oro dello Stato italiano, quando le classi dirigenti del Paese reclutavano gli esperti che, ricchi dell’esperienza sul campo, come amministratori, fertilizzavano la politica".
Resta comunque una differenziazione tra titolari di cariche elettive nelle assemblee rappresentative e politici con funzioni esecutive: "nel modello fondato sulla responsabilità ministeriale l’attenzione prevalente è sugli strumenti di scrutinio dell’atto (controlli e sindacato giurisdizionale), da un lato e sull’imparzialità soggettiva del funzionario, sia dell’organo politico come funzionario onorario che assume le decisioni amministrative, sia del funzionario professionale che dà il proprio supporto alla decisione, dall’altro. Ciò impone di graduare e articolare le garanzie di neutralità e disinteresse, che non possono essere le medesime per gli organi politici e per i funzionari".

## Diritto del lavoro

### In Italia

#### Inquadramento e qualifica contrattuale
Nel diritto del lavoro italiano la qualifica di funzionario, immediatamente inferiore a quella di dirigente, è riconosciuta da alcuni contratti collettivi a lavoratori che in sostanza si collocano nella fascia superiore dei quadri.
Il collaboratore amministrativo professionale vecchia categoria D e DS, ora area funzionari, nelle ASL e Aziende sanitarie, è un funzionario pubblico, settore amministrativo, svolgendo la propria funzione tra la dirigenza e gli assistenti amministrativi cat. C. Nella sanità, a seguito del rinnovo del contratto 2019/2021, è titolare di incarico di funzione professionale di base retribuito. Stesso discorso per i funzionari tecnici.
Il "collaboratore amministrativo professionale" area funzionari delle Asl e Aziende ospedaliere è figura diversa rispetto al " collaboratore amministrativo" area operatori (vecchia cat. B) dei Comuni: il primo, come già detto, è un funzionario, laureato, invece il secondo è un semplice impiegato esecutivo a cui si accede con scuola media inferiore. Sono figure totalmente diverse anche se hanno una denominazione simile.
Oltre alla Sanità, nelle Università, Regioni, Province ed Enti locali il funzionario è parimenti inquadrato nell'area funzionari, vecchia categoria D, collocato tra la dirigenza e gli altri livelli contrattuali (vecchia cat. C istruttore/assistente, cat. B agente/operaio/vice assistente, etc.). Il titolo di studio richiesto per partecipare ai concorsi pubblici per l'area funzionari è il diploma di laurea o la laurea magistrale/specialistica.
La vecchia categoria D dei funzionari di questi enti equivale alla vecchia Area III del comparto Ministeri e area C INPS. 
Dall'anno 2023, con i nuovi contratti del pubblico impiego, vengono eliminate le differenze di categorie tra vari enti pubblici (ASL, Regioni, Province, Comuni, Università, Inps, Agenzia delle Entrate, etc) che vengono unificate ed inserite in un'unica area definita "Area funzionari". 
In generale, nella Pubblica Amministrazione italiana i funzionari, reclutati mediante concorso pubblico e tra i laureati, dopo cinque anni di servizio possono accedere ai concorsi per l'accesso alla dirigenza. Possono accedere anche agli incarichi di funzione (posizioni organizzative) che sono incarichi vice-dirigenziali di elevata professionalità. Il funzionario può avere ruoli di coordinamento e gestione, tipici di un impiegato direttivo. Inoltre, ad alcune condizioni i funzionari possono rappresentare in giudizio l'Amministrazione (c.d. ius postulandi, es. art. 417-bis c.p.c.).

### Funzionari pubblici
A differenza della definizione di fonctionnaire in Francia, che designa la generalità dei dipendenti pubblici assunti per concorso pubblico, nel Regno Unito il civil servant ed in Italia il funzionario pubblico si distingue dal mero agente pubblico.
In quanto persona fisica attraverso la quale l'ente agisce, è agente anche il funzionario; ma lavorano alle dipendenze degli uffici pubblici anche altri addetti, che non esercitano funzioni (o non le esercitano con autonomia e discrezionalità) e, in generale, gli incaricati di attività meramente materiali: in questi casi si parla di meri agenti. La differenza assume rilevanza anche sotto il profilo gerarchico. In Italia, infatti, i funzionari sono gerarchicamente subordinati ai dirigenti, ma sono superiori agli altri agenti pubblici (operatori, agenti, vice assistenti, istruttori, assistenti, etc.).
Nel Regno Unito, vengono assunti con contratti di diritto privato, mentre nel caso delle pubbliche amministrazioni italiane anche ad essi si applica l'obbligo di assunzione mediante concorso di cui all'articolo 97 della Costituzione. L'istituzione di società strumentali in house – dotate di mandato operativo inclusivo dello «svolgimento di funzioni ordinarie e straordinarie che devono ritenersi proprie della pubblica amministrazione» – è stata individuata come una forma di "gestione in regime privatistico del personale dipendente", diretta proprio a conseguire la «manifesta elusione dell’obbligo di concorso pubblico sancito dalla Costituzione».
Per assicurare l'indipendenza dei funzionari pubblici dai vertici politici dell'ente pubblico – e, quindi, la loro imparzialità – in molti ordinamenti (ad esempio in Francia o in Germania) essi hanno uno status particolare, diverso da quello degli altri dipendenti pubblici, caratterizzato da un rapporto di lavoro non regolato per via contrattuale ma interamente tramite atti di diritto pubblico (leggi, regolamenti ecc.) e da una serie di garanzie. 
In Italia, invece, i funzionari pubblici non avevano uno status differenziato dagli altri pubblici dipendenti prima degli anni novanta del XX secolo, quando il rapporto di lavoro aveva natura pubblicistica per tutti i pubblici dipendenti, né lo hanno ora, che il rapporto di lavoro ha assunto natura privatistica: per tutti i pubblici dipendenti vige la competenza del giudice civile in ordine agli atti paritari, in cui si negozia la controprestazione e lo stipendio; residua la competenza del giudice amministrativo per la disciplina speciale che regola l'attività d'ufficio (atti d'imperio) ed il reclutamento (essendo mantenuto l'obbligo di concorso pubblico per i rapporti di lavoro a tempo indeterminato). Il funzionario italiano entra in un ambito tutto pubblicistico solo quando passa alla dirigenza oppure se appartiene ad alcune categorie speciali (carriera prefettizia, diplomatici, funzionari parlamentari ecc.).

#### Funzionari onorari
Nel diritto amministrativo italiano sono definiti amministratori pubblici tanto i titolari di organi politici (capo dello stato, membri del governo ecc.) quanto i dirigenti o funzionari titolari di uffici amministrativi sottoposti alla loro direzione. Questi ultimi prestano servizio per lo Stato o l'ente pubblico in modo professionale, quale loro attività lavorativa, mentre i titolari di organi politici sono funzionari onorari, che prestano servizio non a titolo professionale.

## Funzionari di partito
La locuzione funzionario di partito, sebbene possa essere genericamente riferita a tutti i titolari di uffici all'interno di un partito politico, viene solitamente utilizzato in modo più specifico per designare i componenti degli apparati burocratici stabili dei partiti di massa. Costoro, come tutti i funzionari burocratici, svolgono la loro attività a tempo pieno e sono remunerati con uno stipendio, il che li fa rientrare nella categoria weberiana dei politici di professione, di coloro, cioè, che vivono di politica.

### In Italia
Finita con la prima Repubblica l’era del funzionariato dell'apparato dei partiti di massa "e la possibilità della politica di pagarsi da sola, (...) di continuare a sopravvivere e a finanziare i propri addetti, si è trovata l’ipocrita forma di trasferire questo funzionariato nelle istituzioni (laddove vi erano, dopo le riforme del sistema politico, i fondi) creando però alcune distorsioni pericolose": in tal maniera è stata descritta l'evoluzione che ha portato alle nomine intuitu personae nei gabinetti ministeriali e nelle strutture amministrative degli organi elettivi.